# والتر إنجلش
والتر إنجلش (بالإنجليزية: Walter English)‏ هو ملحن أمريكي، ولد في 1867، وتوفي في 1916.